# Keine Lust
"Keine Lust" é uma canção da banda alemã Rammstein, é o quarto single do álbum Reise, Reise, foi lançado em 28 de fevereiro de 2005.

## Videoclipe
O vídeo foi filmado em janeiro de 2005 e estreou um mês depois. Representa uma reunião entre os membros da banda, que estão visivelmente velhos e obesos, e seus instrumentos estão velhos e empoeirados. Eles chegam a uma garagem subterrânea em luxuosos carros brancos importados, conduzidos por belas mulheres com roupas brancas, que os ajudam a montar os instrumentos; as roupas e instrumentos da banda também são brancos. Apenas o tecladista Flake parece não ter ganho nenhum peso. Ele chega em uma cadeira de rodas motorizada, bem a tempo de tocar a parte do teclado da música. No final do vídeo, o resto da banda sai, abandonando Flake, que conseguiu ficar de pé durante a música e agora não pode se sentar (ou andar).
O baterista Christoph Schneider foi quem deu a ideia do vídeo e originalmente queria que a música fosse lançada como o primeiro single de Reise, Reise; Ele gostava da ideia do Rammstein voltando de um longo intervalo entre os álbuns (Mutter e Reise, Reise) com uma aparência de obesidade mórbida. Embora a banda tenha usado a sua ideia para o vídeo, a música foi lançada como o quarto e último single do álbum. Apesar da música original tocando na performance da banda no vídeo, alguns feedbacks da guitarra que foram captados pelos microfones na gravação foram incluídos na edição final do vídeo, algo que o diretor Jörn Heitmann queria incluir. No Making of do vídeo, o guitarrista Richard Z. Kruspe discutiu o significado da música e do videoclipe:
"Você sabe, depois de todos esses anos estamos cheios! Fama, sucesso, dinheiro. Não queremos mais fazer nada! Nada! Essa é a idéia da música. Voltamos ao ponto de partida novamente.  Nós só queremos fazer música novamente. Nós não queremos mais todo o circo que o acompanha. Então, nos encontramos novamente, mais uma vez, para mais uma performance - apenas para fazer música juntos.  a gordura é apenas simbólica para o excesso. É apenas sobre retornar ao começo."
O vídeo foi indicado para Melhor Vídeo no MTV Europe Music Awards em novembro de 2005. A segunda versão do videoclipe fazem referência a alguns videoclipes, apresentando mulheres vestidas com máscaras com lança-chamas ("Feuer frei!") E utilizando um casaco em chamas ("Rammstein").

## Performance ao vivo
Foi tocada pela primeira vez em três concertos consecutivos para membros do fã-clube oficial, em outubro de 2004. Durante a Ahoi Tour (2004-2005), ela foi tocada em todos os shows. A banda tocou a música no Echo Awards de 2005, e se apresentou vestida com os figurinos usados no vídeo. Eles inclusive chegaram ao palco nos carros vistos no vídeo, sendo dirigidos pelas mesmas atrizes. No início, "Keine Lust" era a única música do Reise, Reise no setlist da turnê do Liebe Ist Für Alle Da, exceto "Amerika", que foi tocada em um show, e "Mein Teil", que foi reintroduzida no setlist da turnê mais tarde.

## Faixas

### Versão alemã
| N.º            | Título                                                | Duração |  |
| 1.             | "Keine Lust"                                          | 3:44    |  |
| 2.             | "Keine Lust" (Remix No. 1 por Clawfinger)             | 4:37    |  |
| 3.             | "Keine Lust" (The Psychosonic Remix por DJ Drug)      | 5:02    |  |
| 4.             | "Keine Lust" (Boss Remix por Azad)                    | 3:52    |  |
| 5.             | "Keine Lust" (Jazz Remix por Clawfinger)              | 4:11    |  |
| 6.             | "Keine Lust" (Black Strobe Remix)                     | 7:08    |  |
| 7.             | "Keine Lust" (Curve Remix por Front 242)              | 3:40    |  |
| 8.             | "Keine Lust" (Ich Zähl Die Fliegen Remix por Krieger) | 3:30    |  |
| Duração total: | Duração total:                                        | 35:44   |  |

### Versão britânica
| N.º            | Título                                                  | Duração |  |
| 1.             | "Keine Lust"                                            | 3:44    |  |
| 2.             | "Ohne dich" (Mina Harker's Version - Remix por Laibach) | 3:59    |  |
| 3.             | "Mutter" (Orchesterlied I)                              | 5:12    |  |
| Duração total: | Duração total:                                          | 12:55   |  |

### Versão britânica (LP - 7" e 12")

#### 7"
| N.º            | Título                                                  | Duração |  |
| 1.             | "Keine Lust"                                            | 3:43    |  |
| 2.             | "Du hast" (Ao vivo - Wuhlheide, Berlim, Agosto de 1998) | 4:27    |  |
| Duração total: | Duração total:                                          | 8:10    |  |

#### 12"
| N.º            | Título                                                | Duração |  |
| 1.             | "Keine Lust" (Black Strobe Remix)                     | 7:06    |  |
| 2.             | "Keine Lust" (Black Strobe Remix Instrumental)        | 7:06    |  |
| 3.             | "Keine Lust" (Curve Remix por Front 242)              | 3:37    |  |
| 4.             | "Keine Lust" (Curve Remix Instrumental por Front 242) | 3:35    |  |
| Duração total: | Duração total:                                        | 21:24   |  |

### Versão britânica (DVD)
| N.º            | Título                                    | Duração |  |
| 1.             | "Keine Lust" (Audio)                      | 3:43    |  |
| 2.             | "Mein Teil" (Single Version - Audio)      | 4:26    |  |
| 3.             | "Mein Teil" (Video)                       | 4:25    |  |
| 4.             | "Making Of The "Mein Teil" Video" (Video) | 11:38   |  |
| Duração total: | Duração total:                            | 24:11   |  |

## Desempenho nos Charts
| Chart (2005)                                  | Posição |
| --------------------------------------------- | ------- |
| Áustria (Ö3 Austria Top 75)                   | 25      |
| Bélgica (Ultratip Bubbling Under de Flandres) | 7       |
| Bélgica (Ultratip Bubbling Under da Valônia)  | 13      |
| Dinamarca (Hitlisten)                         | 4       |
| Finlândia (Suomen virallinen lista)           | 14      |
| Alemanha (Offizielle Deutsche Charts)         | 16      |
| Países Baixos (Single Top 100)                | 19      |
| Escócia (Scottish Singles Chart)              | 36      |
| Espanha (PROMUSICAE)                          | 5       |
| Suécia (Sverigetopplistan)                    | 57      |
| Suíça (Schweizer Hitparade)                   | 30      |
| Reino Unido (UK Singles Chart)                | 35      |
| Reino Unido (OCC UK Rock and Metal)           | 1       |